# Шубладзе, Константин Константинович
Константин Константинович Шубладзе (1907 или 1908 — 13 апреля 1985) — советский государственный, партийный и хозяйственный деятель, первый секретарь Андижанского областного комитета Коммунистической партии Узбекистана (1944—1946), первый заместитель министра мелиорации и водного хозяйства во второй половине 1960-х годов.

## Биография
Работал заведующим отделом механизации Средне-азиатского научно-исследовательского института ирригации, руководителем строительства Северного ташкентского канала.
Был секретарем Ташкентского областного комитета Компартии Узбекистана. В период 1944—1946 годов — первый секретарь Андижанского областного комитета КП(б) Узбекистана. Как вспоминал в автобиографической повести «Я — ваш царь и бог» крымскотатарский писатель Шамиль Алядин, Шубладзе несколько раз оказывал ему протекцию, хотя формально при этом делал вид, что исполняет партийные инструкции по ограничению прав крымскотатарских переселенцев.
С 1947 года — министр водного хозяйства Узбекской ССР.
С 1950-х годов — в Москве, на различных должностях в союзных органах исполнительной власти: в 1951—1963 годы — начальник управления водного хозяйства в Минсельхозе СССР, в период с 1963 по 1966 год — заместитель председателя Государственного производственного комитета Совета Министров СССР по орошаемому земледелию и водному хозяйству, с 1966 года — первый заместитель министра мелиорации и водного хозяйства СССР. Впоследствии — член центрального правления Научно-технического объединения сельского хозяйства.